# Великие Передремихи
Великие Передремихи (укр. Великі Передримихи) — село в Жолковской городской общине Львовского района Львовской области Украины.
Население по переписи 2001 года составляло 239 человек. Занимает площадь 9,80 км². Почтовый индекс — 80360. Телефонный код — 3252.